# Mandevilla scutifolia
Mandevilla scutifolia är en oleanderväxtart som beskrevs av Robert Everard Woodson. Mandevilla scutifolia ingår i släktet Mandevilla och familjen oleanderväxter. Inga underarter finns listade i Catalogue of Life.